# Elecciones generales de San Cristóbal-Nieves-Anguila de 1975
Elecciones generales tuverion lugar en San Cristóbal-Nieves-Anguila el 1 de diciembre de 1975. El resultado fue una victoria para el Partido Laborista de San Cristóbal y Nieves, el cual ganó siete de los nueve escaños. La participación electoral fue de 72.0%.

## Resultados
| Partido                                     | Votos | %    | Escaños | +/-   |
| ------------------------------------------- | ----- | ---- | ------- | ----- |
| Partido Laborista de San Cristóbal y Nieves | 7363  | 60,2 | 7       | 0     |
| Movimiento de Acción Popular                | 2859  | 23,4 | 2       | +1    |
| Partido Reformista de Nieves                | 1987  | 16,2 | 0       | -1    |
| Independientes                              | 29    | 0,2  | 0       | Nuevo |
| Votos blancos/nulos                         | 502   | –    | –       | –     |
| Total                                       | 12740 | 100  | 9       | 0     |
| Fuente: Nohlen                              |       |      |         |       |